# 埃里克八世 (瑞典)
埃里克八世（？—1067年）。斯滕克爾王朝的瑞典國王（1066年至1067年在位）。

## 生平
埃里克八世常與埃里克七世並大埃里克與小埃里克，埃里克七世為基督教徒，而埃里克八世則是異教徒，所以埃里克八世又稱為異教徒埃里克（八世）。兩人同時在斯滕克爾於1066年逝世後，成為瑞典國王。根據不來梅的亞當的編年史中記載，兩人即位後便於1067年與對方的軍隊戰鬥，兩人皆在該戰役中被殺。兩名埃里克去世後，由斯滕克爾之子哈爾斯滕成為國王。